# Juan Vázquez de Coronado y Peláez
Juan Vázquez de Coronado y Peláez fue un funcionario indiano, nacido en Cartago, Costa Rica, bautizado el 20 de marzo de 1607. Fue hijo de Diego Peláez Berrío y Doña Andrea Vázquez de Coronado, y nieto del segundo Adelantado de Costa Rica Don Gonzalo Vázquez de Coronado y Arias Dávila (fallecido en 1612). Casó en primeras nupcias con María de Madrigal y Ortega y en segundas con Ana María de Mora Salado, con sucesión de ambos matrimonios. 
Alcanzó el grado de Alférez en las milicias de Costa Rica, aunque se dedicó principalmente a labores agropecuarias, sobre todo en su hacienda triguera San Ildefonso en el valle de Aserrí. 
Fue Corregidor de Quepo hasta la supresión de este Corregimiento en 1660. Testó en Cartago, Costa Rica, el 11 de marzo de 1669 e hizo un codicilo el 12 de abril siguiente; posiblemente falleció poco después.
- Datos: Q6456583